# Изкуствена вагина
Изкуствено влагалище или изкуствена вагина е секс играчка, създадена като имитация на женски полов орган и предназначена за мастурбация. Изработва се от силикон най-често под формата на влагалище, анус или устни.
Обикновено изкуствената вагина има реалистичен или наподобява ръкав, където може да се вкара пениса. Втулката, наричана също „вагинален тунел“, е средно с размери от 10 до 20 сантиметра и може да има отворен край за поставяне на вибриращ куршум, ако потребителят желае.
За маркетингови цели много производители правят дизайна на секс играчката да имитира вагините на някои известни порнографски актриси. Това се прави, за да може максимално да се доблжижи естествената физиология: срамни кости, коса, устни, всички естествени гънки и трапчинки. Изкуствените вагини също така могат да имат вграден вибратор.
Изкуствени вагини понякога се използват и за медицински изследвания.